# Milovan Baletić
Milovan Baletić (Zaostrog, 1930. - Zagreb, 2005.), novinar, glavni urednik Vjesnika, pomoćnik ministra informiranja Republike Hrvatske i prvi šef Vladina Ureda za odnose s javnošću.